# 两个火枪手
《两个火枪手》（英語：The Two Mouseketeers）是一部1952年的美國單卷動畫動畫片，是《貓與老鼠》的第65部短片，由特藝七彩製作，由米高梅於1952年3月15日在戲院上映。該片由弗雷德·昆比製作，威廉·漢納和約瑟夫·巴伯拉執導。這部短片惡搞了大仲馬1844年的小說《三個火槍手》及其電影改編作品，以老鼠傑瑞和他最好的朋友尼布爾斯為主角，扮演“火枪手”（Musketeers），試圖襲擊法國國王的宴會桌，而湯姆則保護著餐桌。卡通發行三年後，「火槍手」一詞也被用來指稱電視節目《米老鼠俱樂部》的兒童演員。
漫畫由艾德·巴吉、肯尼思·繆斯和歐文·斯彭斯製作動畫。音樂監督由斯考特·布萊德利擔任，使用了電影《黃金西部的女孩》中納爾遜·艾迪(Nelson Eddy）和運動員四重奏的主題音樂《幸運和士兵》（Soldier of Fortune）。在這部短片中，尼布爾斯的角色講法語，由六歲的弗朗索瓦絲布倫-科坦配音。
《两个火枪手》贏得了該系列第六屆奧斯卡最佳動畫短片獎。這部動畫片大獲成功，漢娜和巴伯拉在隨後在老鼠科特系列中總共創作了四部冒險故事。第二部是1954年的《說得好，小貓咪》（Touché，Pussy Cat!）獲得奧斯卡提名，第三部《湯姆與切麗》（Tom and Chérie）於1955年上映，最後一部《皇家貓午睡》（Royal Cat Nap）於1958年上映。